# Étoile Sportive du Sahel
Étoile Sportive du Sahel (zkráceně ES Sahel, arabsky النـجـم الرياضي الساحلي) je tuniský fotbalový klub. Hraje tuniskou nejvyšší ligu Championnat de Tunisie. Největším rivalem klubu je Club Africain. ÉS Sahel hraje své domácí zápasy na stadionu Stade Olympique de Sousse ve městě Súsa s kapacitou 20 000 míst.

## Úspěchy
- Tuniská 1. liga (10× vítěz)[2]

1950, 1958, 1963, 1966, 1972, 1986, 1987, 1997, 2007, 2016
- Tuniský fotbalový pohár (10× vítěz)[3]

1959, 1963, 1974, 1975, 1981, 1983, 1996, 2012, 2014, 2015
- Tuniský ligový pohár (1× vítěz)

2005
- Liga mistrů CAF (1× vítěz)

2007
- Africký Pohár konfederací (2× vítěz)

2006, 2015
- Africký Pohár vítězů pohárů (2× vítěz)

1997, 2003
- Africký Pohár CAF (2× vítěz)

1995, 1999
- Africký Superpohár (2× vítěz)

1998, 2008
- Maghrebský Pohár mistrů (1× vítěz)

1972
- Maghrebský Pohár vítězů (1× vítěz)

1975
- Arab Club Champions Cup (1× vítěz)

2019